# ایران در بازی‌های آسیایی ۱۹۷۰
ایران ، به مانند ۱۸ کشور دیگر آسیایی، در بازی‌های آسیایی ۱۹۷۰ که در شهر بانکوک کشور تایلند، برگزار می شد، با ۱۶۹ شرکت کننده، شرکت کرد. این کشور با کسب نه مدال طلا، هفت مدال نقره و هفت مدال برنز و در مجموع ۲۳ مدال، با رتبه چهارم این بازی ها، به کار خود پایان داد.